# Парковка №2
«Парковка №2» — фільм 2007 року.

## Зміст
У переддень Різдва, молода жінка Анжела Бріджес виявляється замкненою на громадській парковці. Спочатку їй здається, що це невеликі проблеми з електропостачанням, викликані розпалом торжества, але пізніше вона розуміє, що стала жертвою маніяка-охоронця, який вирішив відсвяткувати Різдво на власний манер. Тепер їй належить нерівна сутичка з озброєним і добре підготовленим чоловіком, у якій перемога буде явно не на її боці. Та, як знати, може страх додасть їй мужності і сил протистояти зловмисникові.

## У ролях
| Актор            | Роль           |
| ---------------- | -------------- |
| Рейчел Ніколс    | Анжела Бріджес |
| Веслі Бентлі     | Томас          |
| Саймон Рейнольдс | Боб Гарпере    |
| Філіп Акін       | Карл           |
| Грейс Лінн Кунг  | Elevator Gal   |
| Пол Сун-Гюнг Лі  | an in Elevator |
| Стефані Мур      | Лорайн         |
| Міранда Едвардс  | Джоді          |